# 河 (みんなのうた)
「河」（かわ）は、日本の楽曲。作詞：林權三郎、作曲：福田和禾子、歌：チェリッシュ。
1975年10月、NHKの『みんなのうた』で紹介、「川」を自らに例え、「川」が海に出会い、「河」や「波」となる様に、自分の夢も広がる様になる事を爽やかに歌った楽曲。映像は実写。
NHK-FMの『今日は一日みんなのうた三昧』で流れた事は有ったが、地上波や衛星放送での再放送はされていない。